# Ronald Lauder
Ronald Lauder, född 26 februari 1944 i New York, är en amerikansk affärsman, medborgarledare, filantrop och konstsamlare. Enligt Forbes är Lauder en av världens rikaste personer och äger över 2,7 miljarder dollar 2005. Han är son till Estée Lauder och Joseph Lauder, grundare av Estée Lauder Companies.
Den 16 november 2001 öppnade han sitt konstgalleri Neue Galerie i Manhattan, New York. Galleriet är tillägnat tysk och österrikisk konst från tidigt 1900-tal.
Den 18 juni 2006 köpte han Gustav Klimts målning Porträtt av Adele Bloch-Bauer I för 135 miljoner dollar, vilket gör den till världens hittills dyraste tavla. Målningen utgör en höjdpunkt för hans konstgalleri Neue Galerie. Filmen Woman in Gold från 2015 gestaltar bakgrundshistorien .